# Sátoraknás molyok

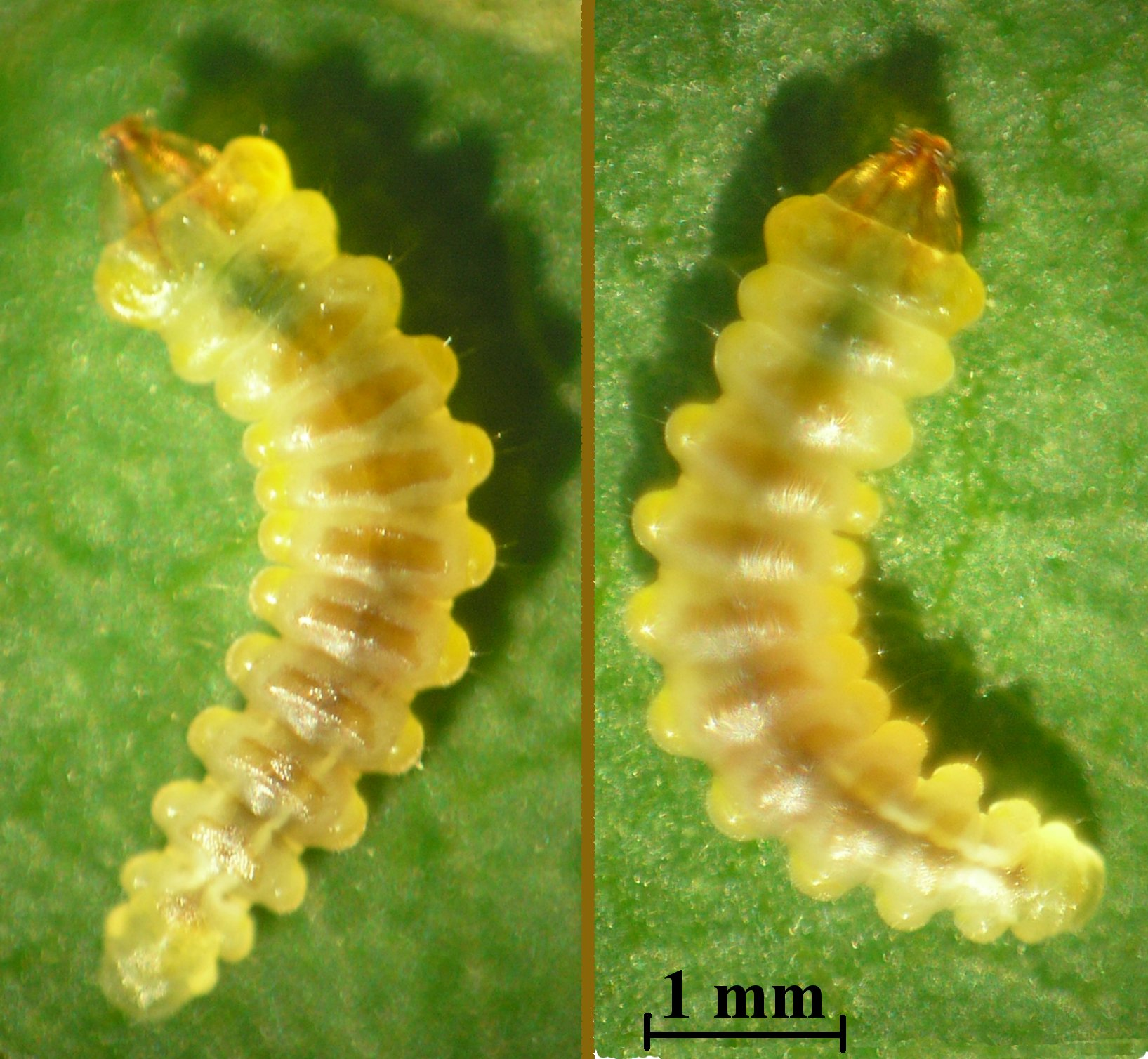
Vadgesztenyelevél-aknázómoly hernyója

A sátoraknás molyok a valódi lepkék (Glossata) közé tartozó keskeny szárnyú molyfélék (Gracillariidae) családjának egyik alcsaládja. Egyes, régebbi rendszertanokban „sátoraknás molyfélék” (Lithocolletidae) néven önálló családként szerepeltek.

## Életmódjuk élőhelyük
Az ide tartozó fajok hernyói foltaknákat rágnak a levelekben. Magyar nevüket onnan kapták, hogy ha az akna a levél fonákján van, akkor a levél felszínén helyét egy sátorszerű kiemelkedés jelzi. A hernyók egyetlen faj kivételével az aknában bábozódnak. Több, azonos tápnövényen táplálkozó, közeli rokon faj aknái nagyon hasonlóak lehetnek.

## Rendszertani felosztásuk a magyarországi fajokkal
Az alcsaládban tíz nemet különböztetünk meg:
- Cameraria
  - vadgesztenyelevél-aknázómoly (avagy vadgesztenye-sátorosmoly, Cameraria ohridella Deschka et Dimić, 986); – Valószínűleg Észak-Amerikából hurcolták be; először az Ohridi-tó környékén észlelték; onnan észak és nyugat felé terjeszkedik. Hazánkba 1993-ban ért el; 1997-re mindenfelé közönségessé vált (Horváth, 1997; Fazekas, 2001; Mészáros, 2005; Pastorális, 2011; Pastorális & Szeőke, 2011);
- Chrysaster
- Cremastobombycia
- Hyloconis
- Leucanthiza
- Macrosaccus (Davis & De Prins, 2011)
  - akáclevél-sátorosmoly (Macrosaccus robiniella Clemens, 1859) – hazánkban sokfelé előfordul (Pastorális, 2011);
- Neolithocolletis
- sátorosmoly (Phyllonorycter alias Lithocolletis)
  - cseraknázó sátorosmoly (Phyllonorycter abrasella Duponchel, 1843) – hazánkban közönséges (Fazekas, 2001; Pastorális, 2011; Pastorális & Szeőke, 2011);
  - magyar sátorosmoly (Phyllonorycter acaciella Duponchel, 1843) – hazánkban többfelé előfordul (Pastorális, 2011);
  - juharaknázó sátorosmoly (Phyllonorycter acerifoliella Zeller, 1839) – hazánkban közönséges (Fazekas, 2001; Pastorális, 2011; Pastorális & Szeőke, 2011);
  - füstös sátorosmoly (Phyllonorycter agilella Zeller, 1846) – hazánkban sokfelé előfordul (Pastorális, 2011);
  - nyárfalevél-sátorosmoly (Phyllonorycter apparella Herrich-Schäffer, 1855) – hazánkban sokfelé előfordul (Pastorális, 2011);
  - almalevélaknázó sátorosmoly (Phyllonorycter blancardella Fabricius, 1794) – Magyarországon 1971 őszén jelent meg tömegesen (Mészáros, 2005; Pastorális, 2011; Pastorális & Szeőke, 2011);
  - szőrösnyír-sátorosmoly (Phyllonorycter cavella Zeller, 1839) – hazánkban többfelé előfordul (Pastorális, 2011);
  - cseresznye-sátorosmoly (Phyllonorycter cerasicolella Herrich-Schäffer, 1855)– hazánkban közönséges (Pastorális, 2011; Pastorális & Szeőke, 2011);
  - száraknázó sátorosmoly (Phyllonorycter cerasinella Reutti, 1852)– szórványos (Pastorális, 2011);
  - fehérnyár-sátorosmoly (Phyllonorycter comparella Duponchel, 1843) – hazánkban sokfelé előfordul (Pastorális, 2011);
  - lápi sátorosmoly (Phyllonorycter connexella (Zeller, 1846) – Magyarországon közönséges (Pastorális, 2011);
  - mogyorólevél-sátorosmoly (Phyllonorycter coryli G. von Nicelli, 1851) – hazánkban sokfelé előfordul (Pastorális, 2011);
  - almalevél-sátorosmoly (Phyllonorycter corylifoliella, Ph. betulae Hb., 1796) – hazánkban mindenhol fellelhető, időnként tömeges (Mészáros, 2005; Pastorális, 2011; Pastorális & Szeőke, 2011);
  - birslevél-sátorosmoly (Phyllonorycter cydoniella Denis & Schiffermüller, 1775) – hazánkban többfelé előfordul (Fazekas, 2001; Pastorális, 2011);
  - fakó sátorosmoly (Phyllonorycter delitella Duponchel, 1843) – Magyarországon közönséges (Pastorális, 2011; Pastorális & Szeőke, 2011);
  - tölgyfa-sátorosmoly (Phyllonorycter distentella Zeller, 1846) – szórványos (Pastorális, 2011);
  - füzeslakó sátorosmoly (Phyllonorycter dubitella Herrich-Schäffer, 1855) – Magyarországon közönséges (Fazekas, 2001; Pastorális, 2011; Pastorális & Szeőke, 2011);
  - loncaknázó sátorosmoly (Phyllonorycter emberizaepennella Bouché, 1834) – hazánkban többfelé előfordul (Horváth, 1997; Fazekas, 2001; Pastorális, 2011);
  - gyertyán-sátorosmoly (Phyllonorycter esperella, Ph. quinnata, Ph. carpinicolella (Goeze, 1783) – Magyarországon közönséges (Pastorális, 2011; Pastorális & Szeőke, 2011);
  - középeurópai sátorosmoly (Phyllonorycter eugregori A. & Z. Laštůvka, 2006) – Magyarországon szórványos (Pastorális, 2011);
  - rekettyelevél-sátorosmoly (Phyllonorycter fraxinella Zeller, 1846) – szórványos (Pastorális, 2011);
  - mocsári sátorosmoly (Phyllonorycter froelichiella Zeller, 1839) – Magyarországon közönséges (Fazekas, 2001; Pastorális, 2011; Pastorális & Szeőke, 2011);
  - hegyijuhar-sátorosmoly (Phyllonorycter geniculella, Ph. acernella Ragonot, 1874) – hazánkban sokfelé előfordul (Pastorális, 2011);
  - ékfoltos sátorosmoly (Phyllonorycter gerasimowi Hering, 1930) – szórványos (Pastorális, 2011);
  - tölgylevél-sátorosmoly (Phyllonorycter harrisella L., 1761) – Magyarországon közönséges (Fazekas, 2001; Pastorális, 2011; Pastorális & Szeőke, 2011);
    - kocsányostölgy-sátorosmoly (Phyllonorycter heegeriella Zeller, 1846) – Magyarország számos pontjáról ismert (Fazekas, 2001; Pastorális, 2011);

  - napvirág-sátorosmoly (Phyllonorycter helianthemella Herrich-Schäffer, 1861) – hazánkban többfelé előfordul (Pastorális, 2011);
  - kecskefűzlevél-sátorosmoly (Phyllonorycter hilarella, Ph. spinolella Zetterstedt, 1839) – Magyarországon közönséges (Pastorális, 2011; Pastorális & Szeőke, 2011);
  - magyalaknázó sátorosmoly (Phyllonorycter ilicifoliella (Duponchel, 1843) – Magyarországon közönséges (Buschmann, 2003; Pastorális, 2011; Pastorális & Szeőke, 2011);
  - lóhere-sátorosmoly (Phyllonorycter insignitella Zeller, 1846) – hazánkban sokfelé előfordul (Pastorális, 2011)
  - hárslevél-sátorosmoly (Phyllonorycter issikii Kumata, 1963) – Magyarországra 2002-ben vándorolt be északról; főként Észak-Magyarországon és a Dunántúlon telepedett meg (Mészáros, 2005; Pastorális, 2011);
  - koraijuhar-sátorosmoly (Phyllonorycter joannisi, Ph. platanoidella Le Marchand, 1936) – szórványos (Pastorális, 2011; Pastorális & Szeőke, 2011);
  - láperdei sátorosmoly (Phyllonorycter kleemannella Fabricius, 1781) – Magyarországon közönséges (Fazekas, 2001; Pastorális, 2011; Pastorális & Szeőke, 2011);
  - tarka sátorosmoly (Phyllonorycter kuhlweiniella, Ph. hortella, Ph. saportella Zeller, 1839) – hazánkban sokfelé előfordul (Pastorális, 2011; Pastorális & Szeőke, 2011);
  - bangitarágó sátorosmoly (Phyllonorycter lantanella Schrank, 1802) – hazánkban sokfelé előfordul (Fazekas, 2001; Pastorális, 2011);
  - hegyi sátorosmoly (Phyllonorycter lautella Zeller, 1846) – hazánkban sokfelé előfordul (Pastorális, 2011);
  - tűztövis-sátorosmoly (Phyllonorycter leucographella Zeller, 1850) – szórványos (Pastorális, 2011);
  - bükklevél-sátorosmoly (Phyllonorycter maestingella, Phyllonorycter faginella Müller, 1764) – közönséges (Pastorális, 2011);
  - mogyoró-sátorosmoly (Phyllonorycter mannii Zeller, 1846) – Magyarország számos pontjáról ismert (Fazekas, 2001; Pastorális, 2011; Pastorális & Szeőke, 2011);
  - somkóró-sátorosmoly (Phyllonorycter medicaginella, Ph. medicaginis Gerasimov, 1930) – hazánkban többfelé előfordul (Pastorális, 2011; Pastorális & Szeőke, 2011);
  - gesztenye-sátorosmoly (Phyllonorycter messaniella Zeller, 1846) – szórványos (Pastorális, 2011);
  - naspolya-sátorosmoly (Phyllonorycter mespilella, Ph. pomifoliella (Hb., 1805) – hazánkban többfelé előfordul (Pastorális, 2011; Pastorális & Szeőke, 2011);
  - tölgyfalevél-sátorosmoly (Phyllonorycter muelleriella Walsingham, 1908) – hazánkban többfelé előfordul (Fazekas, 2001; Pastorális, 2011);
  - mogyoróaknázó sátorosmoly (Phyllonorycter nicellii Stainton, 1851) – hazánkban közönséges (Pastorális, 2011; Pastorális & Szeőke, 2011);
  - hereaknázó sátorosmoly (Phyllonorycter nigrescentella Logan, 1851) – hazánkban többfelé előfordul (Pastorális, 2011)
  - kökénylevél-sátorosmoly (Phyllonorycter oxyacanthae Frey, 1856) – hazánkban közönséges (Pastorális, 2011; Pastorális & Szeőke, 2011);
  - kardsávú sátorosmoly (Phyllonorycter parisiella Wocke, 1848) – hazánkban közönséges (Pastorális, 2011; Pastorális & Szeőke, 2011);
  - kormos sátorosmoly (Phyllonorycter pastorella Zeller, 1846) – hazánkban közönséges (Horváth, 1997; Pastorális, 2011);
  - platánlevél-sátorosmoly (Phyllonorycter platani Staudinger, 1870) – hazánkban általános; ahol platán van, ott előbb-utóbb feltétlenül megjelenik (Fazekas, 2001; Mészáros, 2005; Pastorális, 2011);
  - feketenyár-sátorosmoly (Phyllonorycter populifoliella Treitschke, 1833) – hazánkban mindenhol közönséges (Horváth, 1997; Mészáros, 2005; Pastorális, 2011);
  - közönséges sátorosmoly (Phyllonorycter quercifoliella (Zeller, 1839) – hazánk hegy- és dombvidékein sokfelé előfordul (Fazekas, 2001; Buschmann, 2003; Pastorális, 2011; Pastorális & Szeőke, 2011);
  - cinegefűz-sátorosmoly (Phyllonorycter quinqueguttella Stainton, 1851) – hazánkban többfelé előfordul (Pastorális, 2011)
  - enyveséger-sátorosmoly (Phyllonorycter rajella L., 1758) – Somogy megyéből ismert (Fazekas, 2001; Pastorális, 2011) – hazánkban sokfelé előfordul (Pastorális, 2011);
  - akáclevél-sátorosmoly (Phyllonorycter robiniella Clemens, 1859) – Észak-Amerikából hurcolták be az 1990-es évek első felében. Hazánkban már általános (Mészáros, 2005; Pastorális, 2011; Pastorális & Szeőke, 2011);
  - tölgyaknázó sátorosmoly (Phyllonorycter roboris Zeller, 1839) – Magyarországon közönséges (Fazekas, 2001; Pastorális, 2011; Pastorális & Szeőke, 2011);
  - rezgőnyár-sátorosmoly (Phyllonorycter sagitella, Ph. tremulae Bjerkander, 1790) – hazánkban sokfelé előfordul (Fazekas, 2001; Pastorális, 2011; Pastorális & Szeőke, 2011);
  - kecskefűz-sátorosmoly (Phyllonorycter salicicolella Sircom, 1848) – hazánkban többfelé előfordul (Pastorális, 2011)
  - fűzligeti sátorosmoly (Phyllonorycter salictella, Ph. viminiella Zeller, 1846) – Magyarországon közönséges (Pastorális, 2011; Pastorális & Szeőke, 2011);
  - szilaknázó sátorosmoly (Phyllonorycter schreberella Fabricius, 1781) – Magyarországon közönséges (Pastorális, 2011);
  - sárga fejű sátorosmoly (Phyllonorycter scitulella Duponchel, 1843) – hazánkban sokfelé előfordul (Fazekas, 2001; Pastorális, 2011; Pastorális & Szeőke, 2011);
  - berkenye-sátorosmoly (Phyllonorycter sorbi, Ph. padella Frey, 1855) – Magyarországon közönséges (Fazekas, 2001; Pastorális, 2011; Pastorális & Szeőke, 2011);
  - kökény-sátorosmoly (Phyllonorycter spinicolella Zeller, 1846) – Magyarországon közönséges (Pastorális, 2011; Pastorális & Szeőke, 2011);
  - zanótlakó sátorosmoly (Phyllonorycter staintoniella, Ph. desertella G. von Nicelli, 1853) – hazánkban többfelé előfordul (Pastorális, 2011)
  - égerlakó sátorosmoly (Phyllonorycter stettinensis G. von Nicelli, 1852) – hazánkban sokfelé előfordul (Pastorális, 2011)
  - hamvaséger-sátorosmoly (Phyllonorycter strigulatella Lienig & Zeller, 1846) – szórványos (Pastorális, 2011);
- gyertyánaknázó sátorosmoly (Phyllonorycter tenerella Joannis, 1915) – Magyarországon közönséges (Pastorális, 2011; Pastorális & Szeőke, 2011);
  - háromsávos sátorosmoly (Phyllonorycter tristrigella Haworth, 1828) – hazánkban sokfelé előfordul (Pastorális, 2011)
  - nyírlevél-sátorosmoly (Phyllonorycter ulmifoliella Hb., 1817) – Magyarországon közönséges (Buschmann, 2003; Pastorális, 2011; Pastorális & Szeőke, 2011).
- Porphyrosela
- Protolithocolletis